# Störskyddstransformator
Störskyddstransformator är en elektrisk komponent som används för att dämpa effekterna av störningar i elförsörjningen, till exempel spikar i samband med åska.
Störskyddstransformator är en transformator där förhållandet mellan primär och sekundärsidan är 1:1 och kan finnas skärmningsplåtar mellan sekundär och primärlindningar. Framförallt så ges en elektrisk isolation.